# Гатьки
Гатьки (Гацькі, пол. Haćki) — село в Польщі, у гміні Більськ-Підляський Більського повіту Підляського воєводства. Населення — 178 осіб (2011).

## Історія
Поблизу Гатьків виявлений курган та городище з осадою, датовані VI століттям н. е., які використовували переселенці з Волині. Городищем продовжували користуватися й у часи входження краю до Галицько-Волинського князівства. Археологічні дослідження знахідок проводила Підляська Археологічна Експедиція Польської Академії Наук.
Вперше згадується 1536 року. У минулому належало до королівського маєтку Столовач. Війту Гатьків підпорядковувалися також села Храболи та Проневичі.
У 1975—1998 роках село належало до Білостоцького воєводства.

## Демографія
Демографічна структура станом на 31 березня 2011 року:
|          | Загалом | Допрацездатний вік | Працездатний вік | Постпрацездатний вік |
| -------- | ------- | ------------------ | ---------------- | -------------------- |
| Чоловіки | 81      | 13                 | 57               | 11                   |
| Жінки    | 97      | 16                 | 53               | 28                   |
| Разом    | 178     | 29                 | 110              | 39                   |

Близько 1900 року в селі налічувалося 39 домів і 218 жителів.